# مرقب الرس
مرقب الرس، يعتبر من الآثار التاريخية في محافظة الرس/ وقام أهالي الرس ببناء المرقب في عام 1232هـ/1816م بجوار المسجد الداخلي، وقد بناه رجل من البكيرية يسمى فريح بمساعدة الأهالي.

## مواد البناء
بُني المرقب من طين الوادي المخلوط بالتبن، وبلغ ارتفاعه أربعون مترا، وطوله عشرين مترا، ويتخذ الشكل المربع الواسع من الأسفل، والضيق من الأرتفاع، وقد هدم إبراهيم باشا منه عدة أدوار، ثم قامت البلدية عام 1397هـ بهدم ما تبقى منه من أجل تأسيس طريق وسط البلدة.

## آثار المرقب
- وُجد نص مكتوب عن بناء المرقب ضمن أوراق كاتب الرس محمد بن إبراهيم الخربوش هذا نصه:"عمر مرقب الرس المعروف في رجب أو شعبان 1232هـ بعد حرب إبراهيم باشا، والبرج الذي بناه فريح وهو أصله ستة رفوف وهدموا منه ثلاثة صار فيهن عيب، وباقي فيه الآن ثلاثة والتاريخ مكتوب في أحد الرفوف الباقية الآن"
- أقام أهالي الرس برجاً آخر في بلدة الرويضة، والتي تقع في شمال الرس، وقد سقط هذا البرج في عام 1362هـ/1943م جراء السيول لموقعه في منطقة منخفضة، كما يوجد برج آخر في بلدة الجندلية شمال الرس حصلت فيه موقعة، وقام أحد المواطنين بهدمه في عام 1419هـ.[3]

## انظر ايضاً
- الرس

## وصلات خارجية
- أهالي الرس يطالبون بحماية المواقع الأثرية والتاريخية.